# チャック・ヒッティンガー
チャック・ヒッティンガー（Chuck Hittinger、1983年 - ）は、アメリカ合衆国の俳優。

## 出演作品
- アメリカン・パイパイパイ!完結編 俺たちの同騒会
- プリティ・リトル・ライアーズ シーズン1
- グレイズ・アナトミー7
- ＮＵＭＢ３ＲＳ　ナンバーズ　～天才数学者の事件ファイル シーズン5
- ＥＲ XV　緊急救命室 第15シーズン
- 新ビバリーヒルズ青春白書
- ブギーマン3
- ＣＳＩ：８　科学捜査班
- ブレイブ・レジェンド　-伝説の勇士ベオウルフ-
- WITHOUT A TRACE／FBI 失踪者を追え! シーズン5
- ＣＳＩ：マイアミ5
- コールドケース3